# Temporada de ciclones no Índico Norte de 2009
A temporada de ciclones no Oceano Índico norte de 2009 foi um evento em andamento do ciclo anual de formação de ciclones tropicais. A temporada de ciclones no oceano Índico não há limites específicos, embora a maioria dos ciclones tende a se formar em abril e dezembro, com picos em Maio e Novembro. Estas épocas do ano delimitam convencionalmente o período de cada ano quando a maioria dos ciclones tropical tende a se formar no Oceano Índico norte.
A temporada iniciou-se efetivamente em meados de abril, quando o ciclone Bijli formou-se no golfo de Bengala. Bijli causou seis fatalidades ao atingir a costa de Bangladexe dias depois. O ciclone Aila foi o mais intenso e o mais desastroso ciclone tropical da temporada, quando causou mais de 330 fatalidades também em Bangladexe no final de maio. O ciclone Phyan foi o único ciclone tropical dotado de nome no mar Arábico em 2009, e atingiu a costa da Índia, causado outras sete fatalidades. O ciclone Ward, que se formou em meados de dezembro, foi último ciclone da temporada, e causou apenas danos mínimos no Seri Lanca.

## Tempestades

### Tempestade ciclônica Bijli
Bijli formou-se de uma área de perturbações meteorológicas na região central do golfo de Bengala em 14 de abril. Com boas condições meteorológicas, o sistema continuou a se organizar, e se tornou uma depressão tropical profunda, segundo o Departamento Meteorológico da Índia (DMI), naquele mesmo dia. Seguindo para noroeste, o sistema se tornou a tempestade ciclônica "Bijli" em 15 de abril. Apesar das boas condições meteorológicas, Bijli não foi capaz de se intensificar rapidamente assim que seguia para noroeste, e depois para nordeste, seguindo paralelamente à costa da Índia e do Bangladexe. Bijli atingiu seu pico de intensidade em 17 de abri, com ventos máximos sustentados de 85 km/h, segundo o Joint Typhoon Warning Center, ou 75 km/h, segundo o DMI. A partir de então, Bijli começou a se desorganizar assim que interagia com a costa, e o DMI desclassificou Bijli para uma depressão tropical profunda, e para uma depressão tropical mais tarde naquele dia. O ciclone fez landfall na costa sudeste de Bangladexe, perto da cidade de Chatigão, durante a tarde (UTC) de 17 de abril, com ventos de até 85 km/h, segundo o JTWC, ou 45 km/h, segundo o DMI. Seguindo para leste-nordeste, Bijli rapidamente se enfraquecer assim que encontrou os terrenos montanhosos do norte do Mianmar e começou a se dissipar. Com isso, tanto o JTWC quanto o DMI emitiram seus avisos finais sobre o sistema.
Bijli causou estragos, principalmente na costa de Bangladexe. Pelo menos 700 residências foram destruídas e outras 2.300 foram danificadas pela força dos ventos do ciclone. Cerca de 3.600 acres de plantações foram prejudicados. Antes da chegada do ciclone, cerca de 200.000 pessoas saíram de suas residências para recorrer a abrigos de emergência, principalmente na cidade de Chatigão e nas localidades do Distrito de Cox's Bazar. Seis pessoas morreram como consequência dos efeitos do ciclone em Bangladexe.

### Tempestade ciclônica severa Aila
No final da noite de 21 de maio, uma área de perturbações meteorológicas começou a mostrar sinais de organização na região central do Golfo de Bengala. Seguindo para norte, o sistema começou a se desenvolver gradualmente. Durante a manhã de 22 de maio, o Departamento Meteorológico da Índia classificou o sistema como a segunda depressão tropical da temporada. No dia seguinte, o sistema se tornou uma depressão tropical profunda, segundo o DMI. Naquele momento, o Joint Typhoon Warning Center (JTWC) classificou o sistema como um ciclone tropical significativo, e lhe atribuiu a designação "02B". O sistema continuou a se intensificar gradualmente, e o DMI classificou o sistema como a segunda tempestade ciclônica da temporada, atribuindo-lhe o nome "Aila". Seguindo para o norte, Aila continuou a se intensificar, e se tornou a primeira tempestade ciclônica severa da temporada. Aila atingiu seu pico de intensidade na manhã (UTC) de 25 de maio, com ventos máximos sustentados de 110 km/h, segundo o DMI, ou 120 km/h, segundo o JTWC.
Logo em seguida, Aila fez landfall na costa da província indiana de Bengala Ocidental, perto da cidade de Calcutá, durante seu pico de intensidade. Sobre terra, Aila começou a se enfraquecer rapidamente, e dissipou-se completamente no dia seguinte assim que encontrou a Cordilheira do Himalaia.
Os efeitos de Aila na Índia e em Bangladexe foram devastadores. Pelo menos 330 pessoas morreram diretamente pelos efeitos do ciclone na região. Porém, mais de 8.200 pessoas ficaram desaparecidas. Mais de um milhão de pessoas ficaram desabrigadas, e os prejuízos econômicos diretos passaram de 40 milhões de dólares.

### Depressão ARB 01
No início da madrugada de 21 de junho, uma área de baixa pressão começou a mostrar sinais de organização a cerca de 675 km a sudoeste de Bombaim, Índia. Estando uma área de baixo cisalhamento do vento, o sistema continuou a se desenvolver gradualmente. O sistema continuou a se organizar sobre o Mar Arábico, e o Joint Typhoon Warning Center (JTWC) emitiu um Alerta de Formação de Ciclone Tropical (AFCT) sobre o sistema em 23 de junho. Naquele momento, o Departamento Meteorológico da Índia (DMI) classificou o sistema para a terceira depressão tropical da temporada, e o primeiro sistema a se formar no Mar Arábico. Seguindo para noroeste, a depressão fez landfall naquela tarde.
Sobre o estado indiano de Gujarat, a depressão se enfraqueceu, e o DMI desclassificou o sistema para uma área de baixa pressão e emitiu seu aviso final sobre o sistema. Porém, o sistema ganhou novamente o Mar Arábico, e se reintensificou para uma depressão, antes de atingir a costa do Paquistão e se dissipar definitavemnte.
As fortes tempestades associadas à depressão causaram nove mortes em Gujarat, Índia. Em alguns pontos daquele estado, a precipitação acumulada ultrapassou 100 mm.

### Depressão profunda BOB 03
No início da madrugada de 20 de julho, o Departamento Meteorológico da Índia (DMI) começou a monitorar uma área de perturbações meteorológicas que cmeçou a mostrar sinais de organização no extremo norte do Golfo de Bengala naquele dia. Ainda em 20 de julho, o DMI classificou o sistema para a quarta depressão tropical da temporada. Seguindo lentamente para noroeste, a depressão se intensificou para uma depressão tropical profunda naquela tarde.
Horas depois, a depressão tropical profunda fez labdfall na costa do estado indiano de Bengala Ocidental, e começou a se enfraquecer rapidamente. O sistema se degenerou para uma área de baixa pressão remanescente no dia seguinte, e o DMI emitiu seu aviso final sobre o sistema.

### Depressão profunda BOB 04
No início da madrugada (UTC) de 3 de setembro, o Departamento Meteorológico da Índia (DMI) informou que uma área de baixa pressão tinha se formadoem associação à monção ao largo da costa do estado indiano de Orissa. No dia seguinte, o sistema começou a se organizar em torno de seu centro de circulação de baixos níveis, numa região de cisalhamento do vento moderado. No início da madrugada (UTC) de 5 de setembro, a área de baixa pressão seguiu para uma região com cisalhamento do vento mais fraco, e o Joint Typhoon Warning Center (JTWC) emitiu um Alerta de Formação de Ciclone Tropical (AFCT) sobre o sistema, enquanto que o DMI informou que a área de baixa pressão havia se intensificado para uma depressão tropical. Mais tarde naquele dia, o DMI classificou o sistema para uma depressão tropical profunda, enquanto que o JTWC classificou o sistema para um ciclone tropical significativo, atribuindo-lhe a designação "03B". No entanto, o primeiro aviso do JTWC regular sobre o ciclone também era o último, já que o ciclone havia feito landfall perto da cidade de Digha, no estado indiano de Bengala Ocidental. Contudo, o DMI manteve os avisos regulares sobre o sistema até o início da madrugada de 7 de setembro, quando o DMI relatou que o sistema havia se enfraquecido para uma depressão tropical, e então para uma área de baixa pressão mais tarde naquele dia.
As chuvas torrenciais associadas à depressão causaram grandes danos no estado de Bengala Ocidental, Índia. Pelo menos 4 pessoas morreram devido às fortes enxurradas ou pelas grandes enchentes. Outras 150.000 pessoas ficaram desabrigadas após as fortes chuvas terem danificado ou destruído mais de 10.000 residências.

### Tempestade ciclônica Phyan
Na manhã (UTC) de 9 de novembro, o Departamento Meteorológico da Índia (DMI) classificou uma área de perturbações meteorológicas sobre o mar Arábico como a depressão ARB 03, o terceiro sistema tropical da temporada nesta região. Mais tarde naquele dia, o Joint Typhoon Warning Center também classificou o sistema para um ciclone tropical significativo e lhe atribuiu a designação "04A". Na madrugada (UTC) de 10 de novembro, o DMI classificou o sistema para uma depressão tropical profunda, e para a tempestade ciclônica "Phyan" no início daquela noite. Phyan atingiu seu pico de intensidade logo em seguida, com ventos máximos sustentados de 85 km/h, segundo o JTWC.
A partir de então, Phyan começou a se enfraquecer assim que começou a se interagir com o sudoeste da Índia e a ser afetado por cisalhamento do vento. Phyan fez landfall na costa indiana na manhã (UTC) de 11 de novembro, entre Alibagh e Bombaim, e se enfraqueceu para uma depressão profunda logo depois, segundo o DMI. O sistema continuou a se enfraquecer naquele dia, e o DMI desclassificou o sistema para uma depressão simples no início daquela noite. O JTWC já havia emitido seu aviso final sobre o sistema horas antes. No início da madrugada de 12 de novembro (UTC), o DMI desclassificou a depressão para uma área de baixa pressão remanescente e emitiu seu aviso final.
As fortes chuvas causados por Phyan e pelo seu sistema predecessor causaram chuvas torrenciais no Sri Lanka e no sudoeste da Índia, causando pelo menos 7 fatalidades mas deixando mais de 750 desaparecidos.

### Tempestade ciclônica Ward
Na manhã (UTC) de 10 de dezembro, o Departamento Meteorológico da Índia (DMI) classificou uma área de perturbações meteorológicas no golfo de Bengala como uma depressão tropical. No início da madrugada seguinte, o DMI classificou o sistema para uma depressão tropical profunda. Ainda naquela manhã, o DMI classificou o sistema para uma tempestade ciclônica e lhe atribuiu o nome "Ward". Naquela tarde (UTC), o Joint Typhoon Warning Center classificou o sistema para um ciclone tropical significativo e lhe atribuiu a designação "05B". Ward atingiu seu pico de intensidade ainda em 11 de dezembro, com ventos máximos sustentados de 85 km/h, segundo o JTWC.
Logo em seguia, Ward começou a se enfraquecer assim que seguia para sudoeste, e o DMI declassificou o ciclone para uma depressão tropical profunda na noite (UTC) de 12 de dezembro, e para uma depressão tropical simples no dia seguinte. O JTWC emitiu seu aviso final sobre o sistema ainda naquele dia. No início da madrugada (UTC) de 15 de dezembro, o DMI emitiu seu aviso final sobre Ward assim que o sistema se degenerou para uma área de baixa pressão remanescente sobre o Sri Lanka.

## Nomes das tempestades
Os nomes seguintes serão usados para dar nomes aos sistemas que se foram no ano de 2009. Os nomes listados abaixo são usados sequencialmente e apenas uma vez. Os países que normalmente são afetados por sistemas nesta região do planeta fornecem nomes às tempestades. Estes nomes são organizados segundo a ordem alfabética do país que os forneceu. Abaixo, estão listados os seis próximos nomes a ser usados.
| Países                                                     | Nomes                                                               |
| ---------------------------------------------------------- | ------------------------------------------------------------------- |
| - Índia - Maldivas - Myanmar - Omã - Paquistão - Sri Lanka | - Bijli - Aila - Phyan - Ward - Laila (sem usar) - Bandu (sem usar) |